# Бентхайм-Щайнфурт
Бентхайм-Щайнфурт (на немски: Bentheim-Steinfurt) е линия на благородническия род Бентхайм в Северен Рейн-Вестфалия в региона на Щайнфурт. Основан е през 1454 г. от Арнолд I фон Бентхайм-Щайнфурт (1454 – 1466), графът на Щайнфурт. Те са графове на Графство Бентхайм и Графство Щайнфурт.
Граф Арнолд II фон Бентхайм-Щайнфурт (1497 – 1553) се жени за Валбурга фон Бредероде-Нойенар (1512 – 1567). Техният син Ебервин III фон Бентхайм-Щайнфурт (1536 – 1562) е чрез женитбата му от 1557 г. също граф на Текленбург и господар на Реда. Неговият син Арнолд (1554 – 1606) е граф на Бентхайм, Текленбург и Щайнфурт, и чрез брак граф на Лимбург.
През 1495 г. фамилията Бентхайм-Щайнфурт е издигната на имперски графове на Щайнфурт и 1530 г. на Бентхайм. На 21 януари 1817 г. пруския крал Фридрих Вилхелм III издига фамилията Бентхайм-Щайнфурт на князе.